# Szent Márk Köztársasága
Szent Márk Köztársasága (olaszul: Repubblica di San Marco) 17 hónapig fennálló forradalmi állam volt a mai Olaszországban, a Velencei-lagúnákon. Az 51 évvel korábban megszüntetett Velencei Köztársaság mintájára jött létre. A függetlenség kikiáltása után Velence nem hivatalosan, de csatlakozott a Szárd–Piemonti Királysághoz  az olasz egység érdekében, valamint a Habsburg Birodalom és Franciaország hegemóniájának megszüntetéséért. Az 1848-49-es itáliai forradalmak azonban vereséggel végződtek. 1849. augusztus 28-án az osztrák császári seregek hosszú ostrom után elfoglalták Velencét.

## Története

### Előzmények
A Velencei Köztársaság 1797-ben, 1101 évnyi függetlenség után behódol Napóleon seregeinek, aki megszüntette a tengeri államot. A Campo Formió-i béke rendelkezése szerint Lombardiát és Velencét Lombard-Velencei Királyság néven Ausztria szerezte meg. A napóleoni háborúk alatt a város ismét francia megszállás alá került, hozzácsatolták az Itáliai Királysághoz, majd a bécsi kongresszus visszaállította az 1797-es helyzetet.
Az osztrák uralom alatt Velence kereskedelmi jelentősége radikálisan csökkent, eközben Trieszt, az Osztrák Császárság legnagyobb tengerparti városa folyamatosan fejlődött. Ezalatt az 50 év alatt a volt köztársaság területéről 45 millióval több velencei lírát vontak ki, mint amennyit ott termelt a kapitalista gazdaság. Az 1840-es évek végére a velencei értelmiség, a városi kereskedők, bankárok, befektetők és mezőgazdasági dolgozók szövetségbe tömörültek és politikai változásokat követeltek, tüntetéseket szerveztek erőszakmentesen. Legfőbb követelésük a gazdaság helyreállítása, valamint az ipar Ausztriához hasonló fejlesztése volt. A társaság csoportjain belül létezett egy radikális, függetlenségért harcoló csoport is.
Itáliában az idegen uralmat és az abszolutizmust felváltotta az alkotmányos monarchia rendszere, amelyet IX. Piusz pápa reformjai inspiráltak. A változásból egyedül a Lombard-Velencei Királyság maradt ki. 1848-ban először Palermoban tört ki a forradalom (január 12.), majd a párizsi (február 22.), bécsi (március 13.) és pesti (március 15.) forradalom után Velence polgárai is megmozdultak (március 22.).
Nem sokkal a bécsi forradalom után a többi olasz államban is kitört a forradalom, a Szárd Királyságot leszámítva.

### A függetlenség kikiáltása

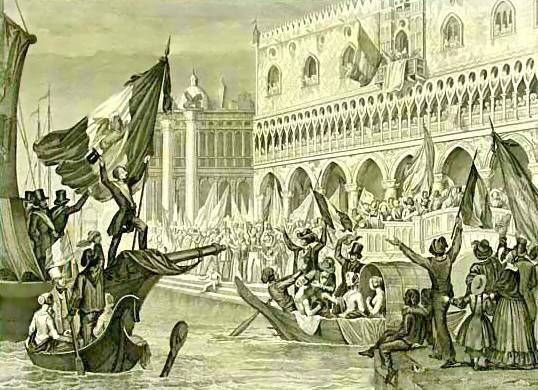
Daniele Manin kikiáltja a függetlenséget (1850-es litográfia)

A forradalmak napján Milánó és Velence polgárai bejelentették elszakadásukat a Habsburg Birodalomtól és csatlakozásukat a Szárd Királysághoz. 1848 március 24-én Radetzky kivonta seregeit Milánóból, majd egész Lombardiából, ezzel az Erődnégyszög kivételével megszűnt az osztrák katonai uralom Itáliában. Két nappal korábban Manin számos velenceivel bevonult az Arzenálba és elérték, hogy az osztrák seregek elhagyják a várost. A velencei felkelők garantálták az osztrákok sérthetetlenségét, amíg el nem érik rendeltetési helyüket. Ugyanekkor született meg a nemzeti mottó, amikor az utolsó osztrák katona is elhagyta Velencét a tömeg Szent Márkot éltetve kiáltozott örömében. Az osztrák hivatalok kivételével mindegyik állami szervezet elfogadta a régi köztársaság visszaállítását. Április–májusban Veneto tartomány többi városa ( Belluno, Padova, Rovigo, Treviso, Udine és Vicenza is csatlakozott a velencei államhoz, de ott a szükségállapotra hivatkozva diktatórikus vezetést fogadtak el. Manin vezetését a középpolgárság, az arisztokrácia, valamint az alsóbb osztály tagjai is támogatták, ebből arra lehetett következtetni, hogy Daniele Manin igen népszerű volt a velenceiek körében. Maninnak ekkor és a későbbiekben sem volt meg az ereje Velence teljes függetlenedéséhez. 

### A függetlenség fenntartása
Károly Albert szárd király csapatai megszállták Milánót és más osztrák területeket. A pápai állam, Toszkána és Nápoly-Szicília támogatása ellenére népszavazást tartottak e területek egyesítéséről, ahelyett, hogy követték volna a visszavonuló osztrák hadsereget.
A forradalmárokat a Szárd Királyság támogatta. Noha Itáliában sokkal kiélezettebb volt a helyzet, az udvar figyelme mégis Magyarország és Bécs felé fordult, így Radetzky kénytelen volt tárgyalóasztalhoz ülnie a felkelőkkel, ami később elutasított. 
Amíg Ausztriát minden irányból szorongatták a forradalmak, az itáliai csapatok újraszerveződtek és bevonultak Velencébe, majd minden egyes Habsburg-területre.

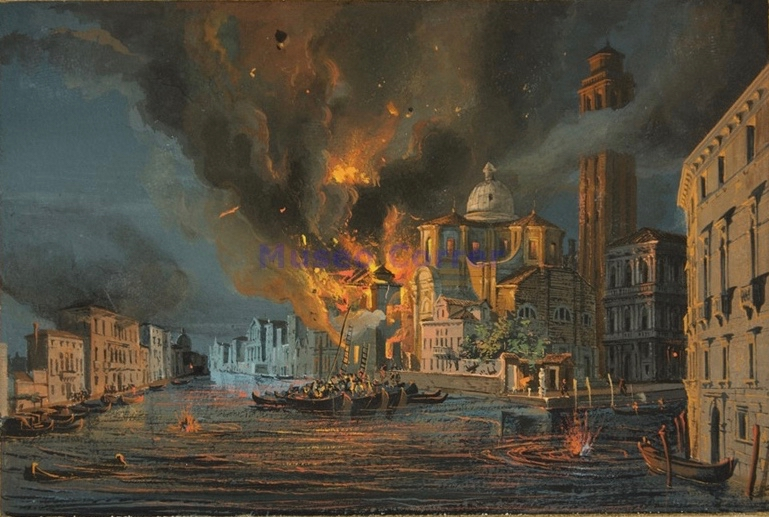
Az égő San Geremia templom az osztrák bombatámadás után, 1849-ben

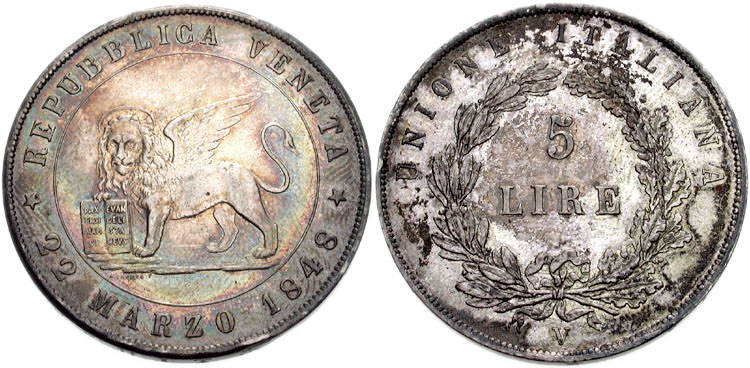
5 velencei líra 1848-ból

1848. július 4-én a velencei tanács 127 igennel, 6 nemmel elfogadta Manin javaslatát, a Szárd Királysághoz való csatlakozást. Ez az állapot csak kilenc hónapig állt fenn, amikor Károly Albert fegyverszünetet kötött a Ticino folyónál az osztrákokkal. Ugyanekkor a támogatását vesztett piemonti hadiflotta elhagyta Velencét.
Október elején, Giuseppe Mazzini és követői egy hatalmas republikánus mozgalmat szerveztek és abban reménykedtek, hogy segítséget kapnak a Francia Köztársaságtól azzal a magyarázattal, hogy Velence lesz az itáliai függetlenségi mozgalom központja. Ezalatt Garibaldi egy Ausztria-ellenes offenzívát készített elő, de Manin elutasította a háborús fejlesztést. Az „itáliai szövetségi kongresszust” 1848. október 12-én nyitották meg Torinóban, Vincenzo Gioberti piemonti miniszterelnök pedig delegáltakat hívott Velencéből, akik végül nem vettek részt. 

### A függetlenség elvesztése

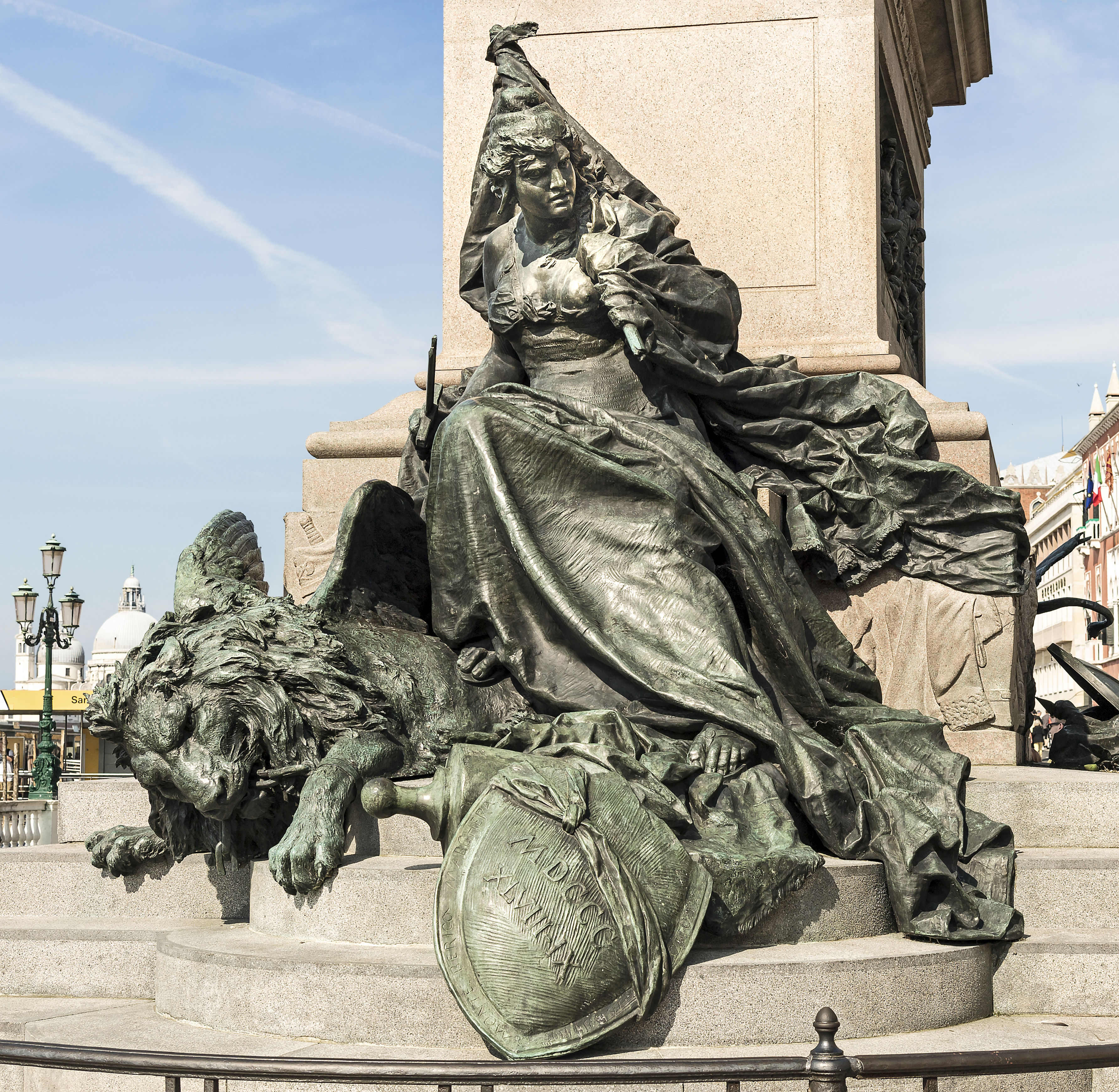
II. Viktor Emánuel emlékműve Velencében, balra a „velencei oroszlán” (Ettore Ferrari, 1887)

Az itáliai seregek végső veresége a novarai csatában került sor 1849. március 23-án. Mikor az osztrák csapatok elérték az piemonti határt, Károly Albert lemondott a trónról fia, II. Viktor Emánuel javára, aki békét kötött a Habsburgokkal. a szerződés keretein belül kivonták a maradék piemonti haderőt és hadiflottát Velencéből. Manin 1849. április 2-án szavazást kezdeményezett a függetlenségi harc további folytatásáról, amit meg is szavaztak (Velence ekkor már blokád alatt állt). Május 4-én Radetzky támadást indított a Marghera erőd ellen, amit 2500 fő védett a nápolyi Girolama Ullona vezetésével. Ugyanekkor kezdődtek el a bombázások, a három hét alatt megközelítőleg 60 000 robbanófejet lőttek ki a városra. A Marghera erőd május 26-ig tartotta magát, amikor Ullona kivonta onnan csapatát és felajánlotta megadását Radetzky előtt.
Augusztusban a városban éhínség és kolera tört ki, majd Manin felvetette a megadás lehetőségét a városi tanács előtt. A kezdeményezést csak augusztus 22-én fogadták el, öt nappal később Radetzky bevonult Velencébe, ezzel visszaállt az 1848 előtti osztrák uralom. Manin családjával és 39 forradalmárral Itálián keresztül Párizsba menekültek, ahol Manin felesége nemsokára elhunyt.

## Államfők
Az államfői tisztséget Daniele Manin birtokolta az állam 17 hónapos fennállása alatt, de a hivatalos tisztséget mások birtokolták:
| -tól            | -ig             | Vezető                     | Titulus                      |
| --------------- | --------------- | -------------------------- | ---------------------------- |
| 1848. március   | 1848. március   | Giovanni Francesco Avesani | Az ideiglenes kormány elnöke |
| 1848. március   | 1848. július    | Daniele Manin              | "Vezérigazgató"              |
| 1848. július    | 1848. augusztus | Jacobo Castelli            | Az ideiglenes kormány elnöke |
| 1848. augusztus | 1848. augusztus | Daniele Manin              | Diktátor                     |
| 1848. augusztus | 1849. március   | Daniele Manin              | Triumvirátus                 |
| 1848. augusztus | 1849. március   | Leone Graziani             | Triumvirátus                 |
| 1848. augusztus | 1849. március   | Giambattisa Cavedalis      | Triumvirátus                 |
| 1849. március   | 1849. augusztus | Daniele Manin              | Az ideiglenes kormány elnöke |

## Fordítás
Ez a szócikk részben vagy egészben  a   Republic of San Marco című angol Wikipédia-szócikk ezen változatának fordításán alapul.  Az eredeti cikk szerkesztőit annak laptörténete sorolja fel. Ez a jelzés csupán a megfogalmazás eredetét és a szerzői jogokat jelzi, nem szolgál a cikkben szereplő információk forrásmegjelöléseként.